# أنجيلا شميد
أنجيلا شميد (بالألمانية: Angela Schmid) (و. 1936 – م) هي ممثلة، من ألمانيا، ولدت في شتوتغارت.

## وصلات خارجية
- أنجيلا شميد على موقع IMDb (الإنجليزية)
- أنجيلا شميد على موقع ألو سيني (الفرنسية)
- أنجيلا شميد على موقع ديسكوغز (الإنجليزية)
- أنجيلا شميد على موقع قاعدة بيانات الفيلم (الإنجليزية)